# カイル・ピッツ
カイル・アンソニー・ピッツ（Kyle Anthony Pitts, 2000年10月6日 - ）は、アメリカ合衆国ペンシルベニア州フィラデルフィア出身のプロアメリカンフットボール選手。NFLのアトランタ・ファルコンズに所属している。ポジションはタイトエンド。

## 経歴

### ハイスクール
高校時代はタイトエンドの他にディフェンシブエンドも兼任し、2018年にアンダーアーマーのオールアメリカンゲームに出場した。
| 氏名 | 出身                                                               | 高校 / 大学      | 身長                 | 体重            | 40‡    | コミット日    |
| --- | ------------------------------------------------------------------ | ---------------- | -------------------- | --------------- | ------ | ------------- |
| カイル・ピッツ TE | フィラデルフィア                                                   | アーチビショップ | 6 ft 5.5 in (1.97 m) | 235 lb (107 kg) | 4.70 s | 2017年7月20日 |
| カイル・ピッツ TE | リクルート スターレーティング: Scout: N/A Rivals: 247Sports: ESPN: |                  |                      |                 |        |               |
| 全リクルート順位: |                                                                    |                  |                      |                 |        |               |
| - ‡ 40ヤード走を参照 - 注意: 多くの場合、Scout、Rivals、247Sports、ESPNの間で身長、体重、40ヤード走タイムが一致しない可能性がある。 - これらの場合、平均をとっている。ESPNグレードは100ポイントスケールに基づいている。 出典: - “2018 Team Ranking”. Rivals.com. 2023年12月18日閲覧。 |                                                                    |                  |                      |                 |        |               |

### カレッジ
フロリダ大学に進学し、1年目の2018年シーズンは3レシーブ、73レシーブ獲得ヤード、1つのレシービングTDを記録した。
2019年シーズンから先発に定着。13試合に出場して54レシーブ、649レシーブ獲得ヤード、5つのレシービングTDを記録し、オールSECファーストチームに選出された。
2020年シーズンは新型コロナウイルスの影響で短縮シーズンとなったが、8試合に出場して43レシーブ、770レシーブ獲得ヤード、12のレシービングTDを記録し、カレッジで最も優れたタイトエンドに贈られるジョン・マッキー賞を受賞した。

#### 個人成績
| シーズン | レシーブ | レシーブ  | レシーブ | レシーブ | レシーブ |
| シーズン | 試合     | レシ ーブ | ヤード   | 平均     | TD       |
| -------- | -------- | --------- | -------- | -------- | -------- |
| 2018     | 11       | 3         | 73       | 24.3     | 1        |
| 2019     | 13       | 54        | 649      | 12.0     | 5        |
| 2020     | 8        | 43        | 770      | 17.9     | 12       |
| 通算     | 32       | 100       | 1,492    | 14.9     | 18       |

### アトランタ・ファルコンズ
| 身長                    | 体重            | 腕 の 長 さ       | 手 の 大 き さ    | 40Yrd ダ ッ シ ュ | 10Yrd ス プ リ ッ ト | 20Yrd ス プ リ ッ ト | 20Yrd シ ャ ト ル | 3 コ 丨 ン ド リ ル | 垂 直 跳 び     | 立 ち 幅 跳 び      | ベ ン チ プ レ ス |
| ----------------------- | --------------- | ----------------- | ----------------- | ----------------- | -------------------- | -------------------- | ----------------- | ------------------- | --------------- | ------------------- | ----------------- |
| 6 ft 5+5⁄8 in (197 cm)  | 245 lb (111 kg) | 33+1⁄2 in (85 cm) | 10+5⁄8 in (27 cm) | 4.40 s            | 1.55 s               | 2.59 s               | 4.35 s            | 7.12 s              | 33.5 in (85 cm) | 10 ft 9 in (3.28 m) | 22 回             |
| All values from Pro Day |                 |                   |                   |                   |                      |                      |                   |                     |                 |                     |                   |

2021年のNFLドラフトにて、全体4位でアトランタ・ファルコンズから指名された。タイトエンドとしてはドラフト史上最高順位での指名となった。その後、2021年6月29日に4年総額3,290万ドルのルーキー契約を結んだ。

#### 2021年シーズン

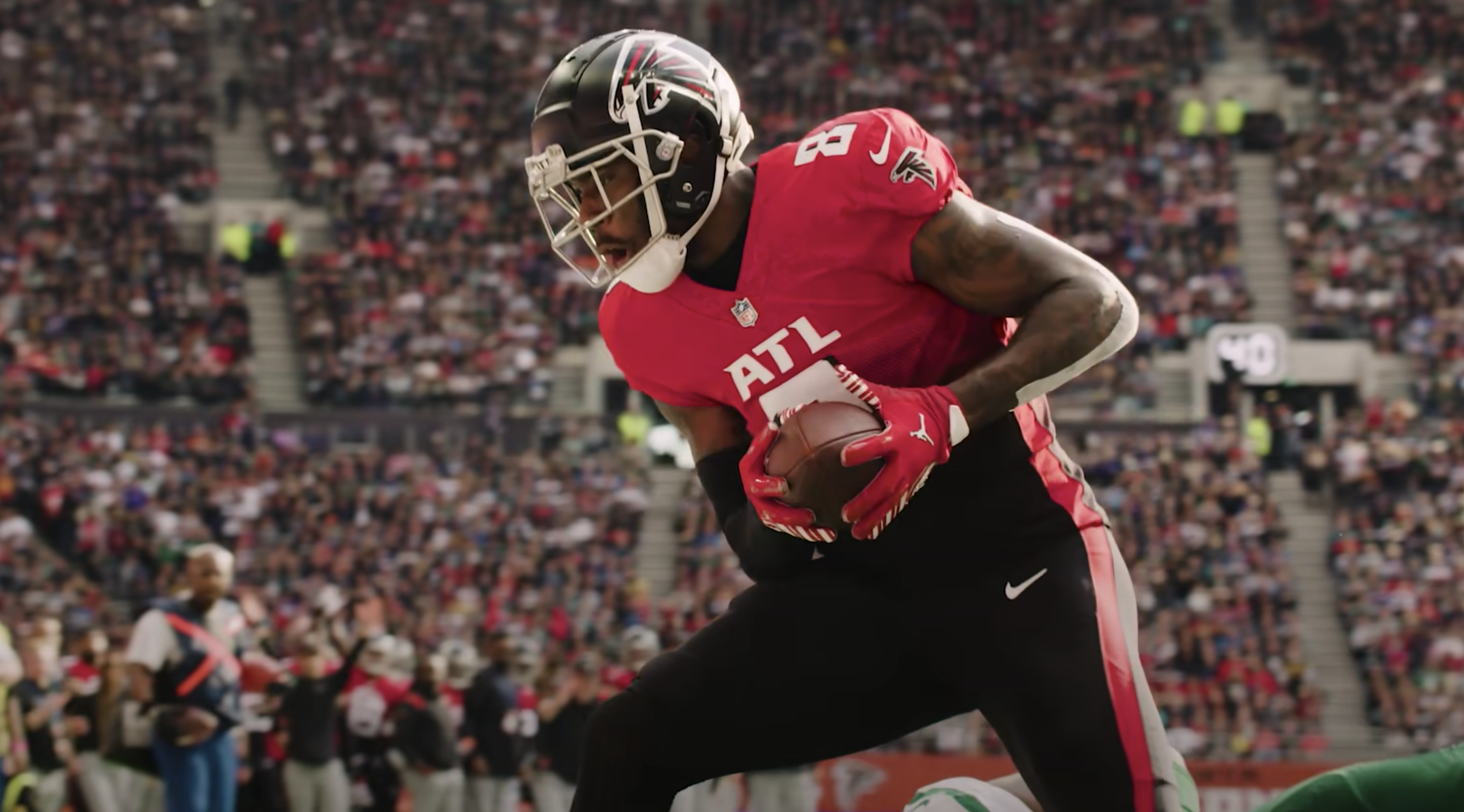
ニューヨーク・ジェッツ戦にてキャリア初のタッチダウンを記録

NFLデビュー戦となったフィラデルフィア・イーグルス戦で4レシーブ、31レシーブ獲得ヤードを記録した。第5週のニューヨーク・ジェッツ戦で9レシーブ、119レシーブ獲得ヤード、キャリア初となるレシービングTDを記録した。第16週のデトロイト・ライオンズ戦で6レシーブ、102レシーブ獲得ヤードを記録し、トニー・ゴンザレスが保持していた球団の1シーズンにおけるタイトエンドの最多レシーブ獲得ヤード記録を更新した。さらに、翌17週のバッファロー・ビルズ戦で2レシーブ、69レシーブ獲得ヤードを記録し、シーズン1,000レシーブ獲得ヤードに到達。ルーキーのタイトエンドがシーズン1,000レシーブ獲得ヤードを記録したのはマイク・ディトカ以来、史上2人目であった。
シーズン全体で68レシーブ、1,026レシーブ獲得ヤード、1つのレシービングTDを記録し、プロボウルに選出された。タイトエンドのルーキーがプロボウルに選出されるのは2002年のジェレミー・ショッキー以来、20年ぶりであった。シーズン終了後にNFLが発表したTop100プレイヤーランキングでは91位にランクインした。

#### 2022年シーズン
第3週のシアトル・シーホークス戦で5レシーブ、87レシーブ獲得ヤードを記録して勝利に貢献した。第5週のタンパベイ・バッカニアーズ戦でハムストリングを痛めて途中退場した。翌週のサンフランシスコ・49ers戦で復帰し、シーズン初となるレシービングTDを記録した。第10週のカロライナ・パンサーズ戦では5レシーブ、80レシーブ獲得ヤード、1つのレシービングTDを記録して勝利に貢献した。しかし、翌週のシカゴ・ベアーズ戦で右膝を痛めて離脱。内側側副靱帯断裂と診断され、手術を受けてシーズン残りの試合を全休した。
このシーズンは28レシーブ、356レシーブ獲得ヤード、2つのレシービングTDを記録したが、前年から大幅に成績を落とした。

#### 2023年シーズン
全試合に出場し、53レシーブ、667レシーブ獲得ヤード、3つのレシービングTDを記録した。

#### 2024年シーズン
2024年4月29日、チームから5年目の契約オプションを行使された。シーズンでは47レシーブ、602レシーブ獲得ヤード、4つのレシービングTDを記録した。

## 詳細情報

### 年度別成績

#### レギュラーシーズン
| シーズン | チーム | 試合 | 試合 | レシーブ  | レシーブ | レシーブ | レシーブ | レシーブ | ファンブル  | ファンブル |
| シーズン | チーム | 試合 | 先発 | レシ ーブ | ヤード   | 平均     | 最長     | TD       | ファン ブル | ロスト     |
| -------- | ------ | ---- | ---- | --------- | -------- | -------- | -------- | -------- | ----------- | ---------- |
| 2021     | ATL    | 17   | 15   | 68        | 1,026    | 15.1     | 61       | 1        | 0           | 0          |
| 2022     | ATL    | 10   | 10   | 28        | 356      | 12.7     | 33       | 2        | 0           | 0          |
| 2023     | ATL    | 17   | 15   | 53        | 667      | 12.6     | 39       | 3        | 0           | 0          |
| 2024     | ATL    | 17   | 15   | 47        | 602      | 12.8     | 52       | 4        | 0           | 0          |
| 通算     | 通算   | 61   | 55   | 196       | 2,651    | 13.5     | 61       | 10       | 0           | 0          |

- 2024年度シーズン終了時